# Ingo Egloff

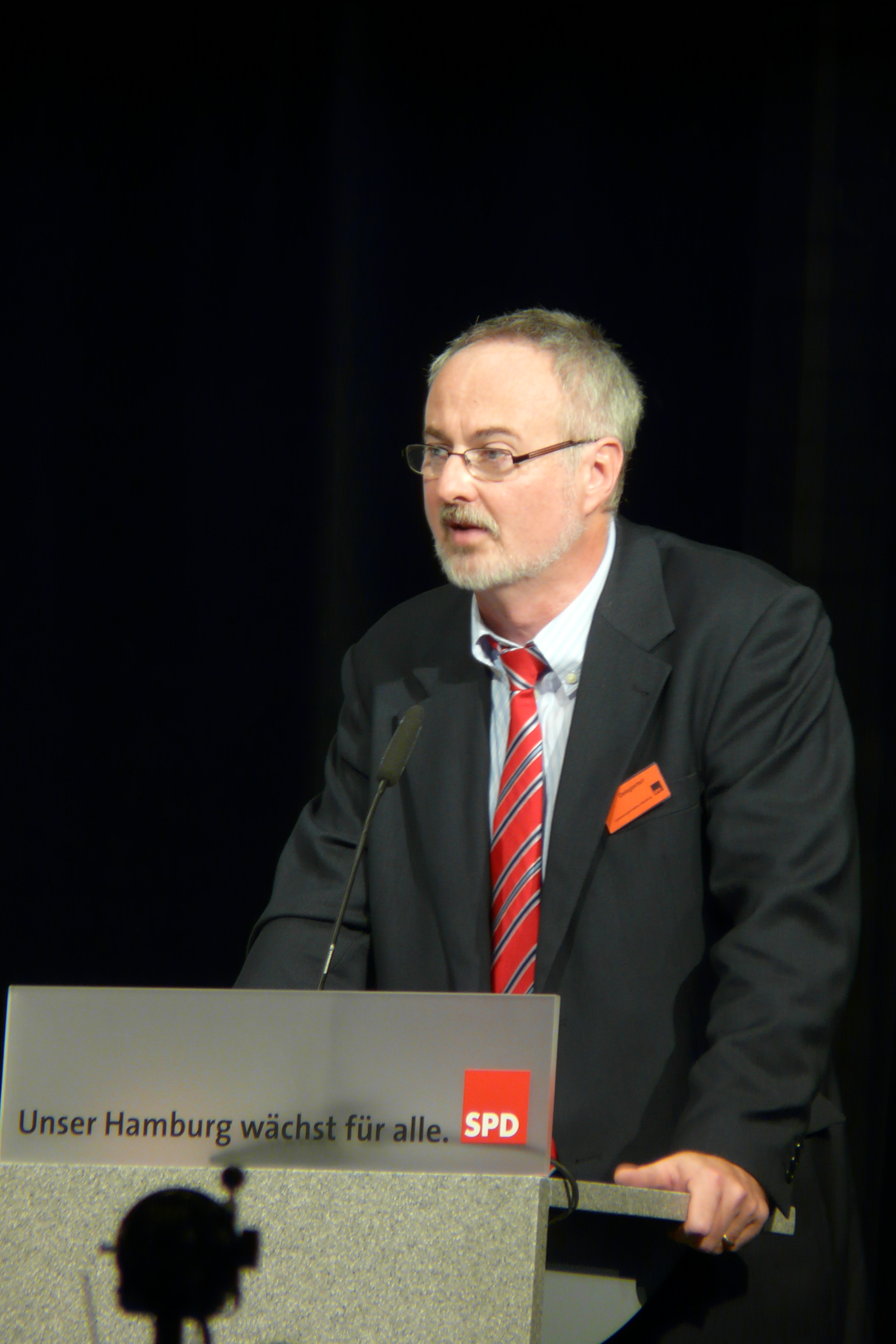
Ingo Egloff, 2008

Ingo Egloff (* 15. Mai 1956 in Hamburg) ist ein deutscher Politiker der Sozialdemokratischen Partei Deutschlands (SPD) und ehemaliges Mitglied des Deutschen Bundestages.

## Leben
Egloff wächst in einer politisch geprägten Familie auf, der Bruder seiner Urgroßmutter ist Bernhard Bästlein, sein Großvater ist in der SPD aktiv.
Nach dem Besuch des Gymnasiums Farmsen in Hamburg und dem Abitur studiert Egloff in den Jahren 1976 bis 1982 Rechtswissenschaften. Es folgt 1982 bis 1985 das erste und zweite Staatsexamen.
Er ist heute Rechtsanwalt und als Leiter der Prozessabteilung Volksfürsorge Deutsche Sachversicherung AG tätig. Neben der parlamentarischen Arbeit ist er Mitglied bei ver.di und der Arbeiterwohlfahrt (AWO).
Er ist verheiratet und hat eine Tochter.

## Politik
Egloff ist seit 1975 Mitglied in der SPD. Von 1989 bis 1994 war er Vorsitzender des SPD-Distrikts Bramfeld-Nord und von 1991 bis 2001 Bezirksabgeordneter in Wandsbek. Dort war er von 1994 bis 2001 Fraktionsvorsitzender der SPD. Von 2002 bis März 2007 war er stellvertretender Landesvorsitzender der SPD, anschließend bis 2009 Landesvorsitzender. Egloff trat nach der Niederlage der SPD in Hamburg bei den Bundestagswahlen 2009 zurück; die SPD in Hamburg hatte drei der sechs zuvor gehaltenen Bundestagswahlkreise verloren, auch Egloff selbst scheiterte mit seiner Bundestagskandidatur. Bei den Auseinandersetzungen um die Kandidaturen von Dorothee Stapelfeldt und Mathias Petersen im Februar 2007 fungierte er als parteiinterner Mediator.
Vom 10. Oktober 2001 bis zum 11. März 2011 war er Mitglied der Hamburgischen Bürgerschaft und betätigte sich im Umweltausschuss, Wirtschaftsausschuss und Wissenschaftsausschuss. Er war Fachsprecher für Wirtschaftspolitik, gab dieses Amt jedoch nach seiner Wahl zum SPD-Landesvorsitzenden im März 2007 auf. Ab 2001 war er stellvertretender Fraktionsvorsitzender, musste diesen Posten aber im März 2004 nach einem Disput mit Werner Dobritz abgeben, bis er ihn im Februar 2006 wieder einnehmen konnte.
Bei der Bürgerschaftswahl im Februar 2008 zog er über den Wahlkreis Bramfeld – Farmsen-Berne erneut als Abgeordneter in die Bürgerschaft ein, saß dann aber nur noch im Wissenschaftsausschuss.
Zur Bundestagswahl 2009 wurde er am 14. Februar des Jahres von den Landesvertretern der Hamburger SPD auf Platz drei der Landesliste gewählt. Er erhielt 207 der 271 abgegebenen Stimmen. Zudem wurde er in seinem Wahlkreis Wandsbek auch als Direktkandidat aufgestellt. Er unterlag im Wahlkreis jedoch Jürgen Klimke von der CDU und zog auch nicht über die Landesliste in den Bundestag ein, rückte aber am 11. März 2011 für Olaf Scholz nach, als der sein Bundestagsmandat mit Rücksicht auf seine Wahl zum Ersten Bürgermeister Hamburgs aufgab. Das aufgrund seiner Doppelkandidatur auch bei der Bürgerschaftswahl 2011 errungene Mandat gibt Egloff daraufhin an Lars Pochnicht ab. Für die Bundestagswahl bewarb er sich erfolglos für die Kandidatur in einem der Wahlkreise, Wandsbek erhielt Aydan Özoguz, sodass er lediglich auf der Landesliste auf Platz 2 kandidierte. Da aber die fünf Hamburger SPD-Mandate ausschließlich durch Direktmandate abgedeckt wurden, verlor Egloff seinen Sitz im Bundestag. Aktuell ist er erster Nachrücker.
Im Zuge der Veröffentlichung von Depeschen US-amerikanischer Botschaften durch WikiLeaks wurde Egloff als Kritiker von Sigmar Gabriels Afghanistanpolitik genannt.